# Houston Oilers 1991
La stagione 1991 degli Houston Oilers è stata la 22ª della franchigia nella National Football League, la 31ª complessiva Con 11 vittorie e 5 sconfitte la squadra vinse il suo primo titolo di 1967, qualificandosi ai playoff per il quinto anno consecutivo.
Haywood Jeffires il quinto giocatore della storia e il secondo degli Oilers, dopo Charlie Hennigan nel 1964, a fare registrare 100 ricezioni in una stagione.

## Calendario
| Stagione regolare |                         |                    |
| Turno             | Avversario              | Risultato          |
| 1                 | Los Angeles Raiders     | V 47–17            |
| 2                 | at Cincinnati Bengals   | V 30–7             |
| 3                 | Kansas City Chiefs      | V 17–7             |
| 4                 | at New England Patriots | S 24–20            |
| 5                 | Settimana di pausa      | Settimana di pausa |
| 6                 | Denver Broncos          | V 42–14            |
| 7                 | at New York Jets        | V 23–20            |
| 8                 | at Miami Dolphins       | V 17–13            |
| 9                 | Cincinnati Bengals      | V 35–3             |
| 10                | at Washington Redskins  | S 16–13            |
| 11                | Dallas Cowboys          | V 26–23            |
| 12                | Cleveland Browns        | V 28–24            |
| 13                | at Pittsburgh Steelers  | S 26–14            |
| 14                | Philadelphia Eagles     | S 13–6             |
| 15                | Pittsburgh Steelers     | V 31–6             |
| 16                | at Cleveland Browns     | V 17–14            |
| 17                | at New York Giants      | S 24–20            |

## Classifiche
| AFC Central         | AFC Central | AFC Central | AFC Central | AFC Central | AFC Central | AFC Central | AFC Central | AFC Central | AFC Central |
|                     | V           | S           | P           | PCT         | DIV         | CONF        | PF          | PA          | Str.        |
| ------------------- | ----------- | ----------- | ----------- | ----------- | ----------- | ----------- | ----------- | ----------- | ----------- |
| (3) Houston Oilers  | 11          | 5           | 0           | .688        | 5–1         | 10–2        | 386         | 251         | S1          |
| Pittsburgh Steelers | 7           | 9           | 0           | .438        | 4–2         | 7–5         | 292         | 344         | V2          |
| Cleveland Browns    | 6           | 10          | 0           | .375        | 2–4         | 6–6         | 293         | 298         | S3          |
| Cincinnati Bengals  | 3           | 13          | 0           | .188        | 1–5         | 2–10        | 263         | 435         | V1          |